# Брук, Фрэнсис
Фрэнсис Брук (англ. Frances Brooke, 12 января 1724 — 23 января 1789) — канадская писательница, поэтесса, эссеист, переводчица

 и драматург.

## Биография
Брук родилась в Линкольншире, старшая дочь священнослужителя. В конце 1740-х переехала в Лондон, где начала свою литературную карьеру как поэтесса и драматург, также под псевдонимом Мэри Синглтом выпускала журнал «Старая дева». Её хорошо знали в лондонском литературном и театральном обществе.
В 1756 году Брук написала свой первый роман «История Леди Джулии Мандевилль». В том же году вышла замуж за преподобного доктора Джона Брука. Затем ей пришлось покинуть Лондон и вернуться в Канаду, чтобы помогать находившемуся там мужу, который тогда был капелланом гарнизона.
В 1769 Брук публикует роман «История Эмили Монтегю», который считается первым романом, написанным в Канаде. Поэтому литературными критиками и исследователями Брук рассматривается как первая канадская романистка.
Вернувшись в Англию, Брук продолжила свою литературную карьеру. Она переводила книги с французского и писала романы, а также управляла Оперным театром. В 1781 году она добилась успеха в качестве драматурга, написав трагикомедию «Осада Синопы», а в последующие годы ещё две оперы — «Розина» и «Мариан».
Фрэнсис умерла 23 января 1789 года в возрасте 65 лет.
В 1985 году в честь Фрэнсис Брук был назван кратер на Венере.
Избранная библиография:
- Letters from Juliet Lady Catesby to her friend, Lady Henrietta Campley, 1760
- The History of Lady Julia Mandeville — 1763
- The History of Emily Montague. London: J. Dodsley, 1769
- The Excursion — 1777
- The Siege of Sinopoe — 1781
- Rosina: A Comic Opera, in Two Acts — 1783
- Marian: A Comic Opera, in Two Acts — 1788
- The History of Charles Mandeville — 1790